# VirusTotal

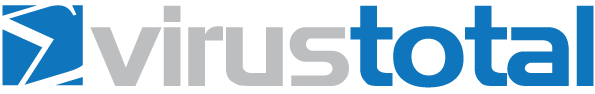
과거의 VirusTotal 로고

VirusTotal은 무료로 파일 검사를 제공하는 웹사이트이다. 최대 70가지 이상의 각기 다른 바이러스 검사 소프트웨어 제품을 사용한다. 검사할 파일은 웹사이트나 전자 메일을 거쳐 올릴 수 있다. 이 웹사이트에 쓰이는 다양한 제품을 통해 사용자가 소유하고 있는 바이러스 검사 소프트웨어가 잡아내지 못하였거나 오진을 하는 바이러스 또한 진단할 수 있다. 이 사이트의 단점으로는 제출한 파일만 검사할 수 있다는 것으로, 사용자 컴퓨터의 전반적인 시스템 검사를 수행할 수 없다. 또, 전자 메일을 통하여서나 직접 이 사이트에 올릴 수 있 있는 파일 크기가 최대 650MB라는 점도 또다른 제한이라고 할 수 있다.
2012년 9월 7일(현지시간) 구글이 VirusTotal을 인수한다고 발표하였다. 이는 축약 URL 서비스의 취약점을 보완할 것으로 보인다.
VirusTotal은 PC 월드에 2007년 최고의 100대 제품 가운데 하나로 선별 받았다.
VirtuaTotal에 기밀 또는 민감한 정보가 올라오는 사례가 있었으며, 2017년 2월 6일 보안 업계는 이러한 정보 유출에 대해 경고하였다.

## 사용 엔진 목록
|  | - 안랩 (V3) - Antiy Labs (Antiy-AVL) - eSafe - 알약 (ALYac) - Commtouch Command Antivirus - Criminal IP - 어베스트!(AVG와 인수 합병 진행됨.) - Avira AntiVir - 비트디펜더 - Quick Heal - ClamAV - 코모도 - CA 테크놀로지스 Vet - 닥터 웹 - MAX(멀웨어즈닷컴) - Emsisoft Anti-Malware |  | - ESET NOD32 - FortiGate - F-Prot - F-Secure - G Data - Hacksoft (The Hacker) - Hauri (ViRobot) - Ikarus Software (Ikarus) - 엔프로텍트 - Jiangmin - K7 컴퓨팅 (K7AntiVirus) - 카스퍼스키 랩 - 맥아피 (VirusScan) - 마이크로소프트 |  | - 노르만 안티바이러스 - 판다 시큐리티 (판다 플래티넘) - Prevx (Prevx1) - 라이징 안티바이러스 - 시큐어 컴퓨팅 (시큐어웹) - 소포스 (SAV) - 선벨트 소프트웨어 - 노턴 - 트렌드 마이크로 - VirusBlokAda (VBA32) - VirusBuster |